# George Crabbe

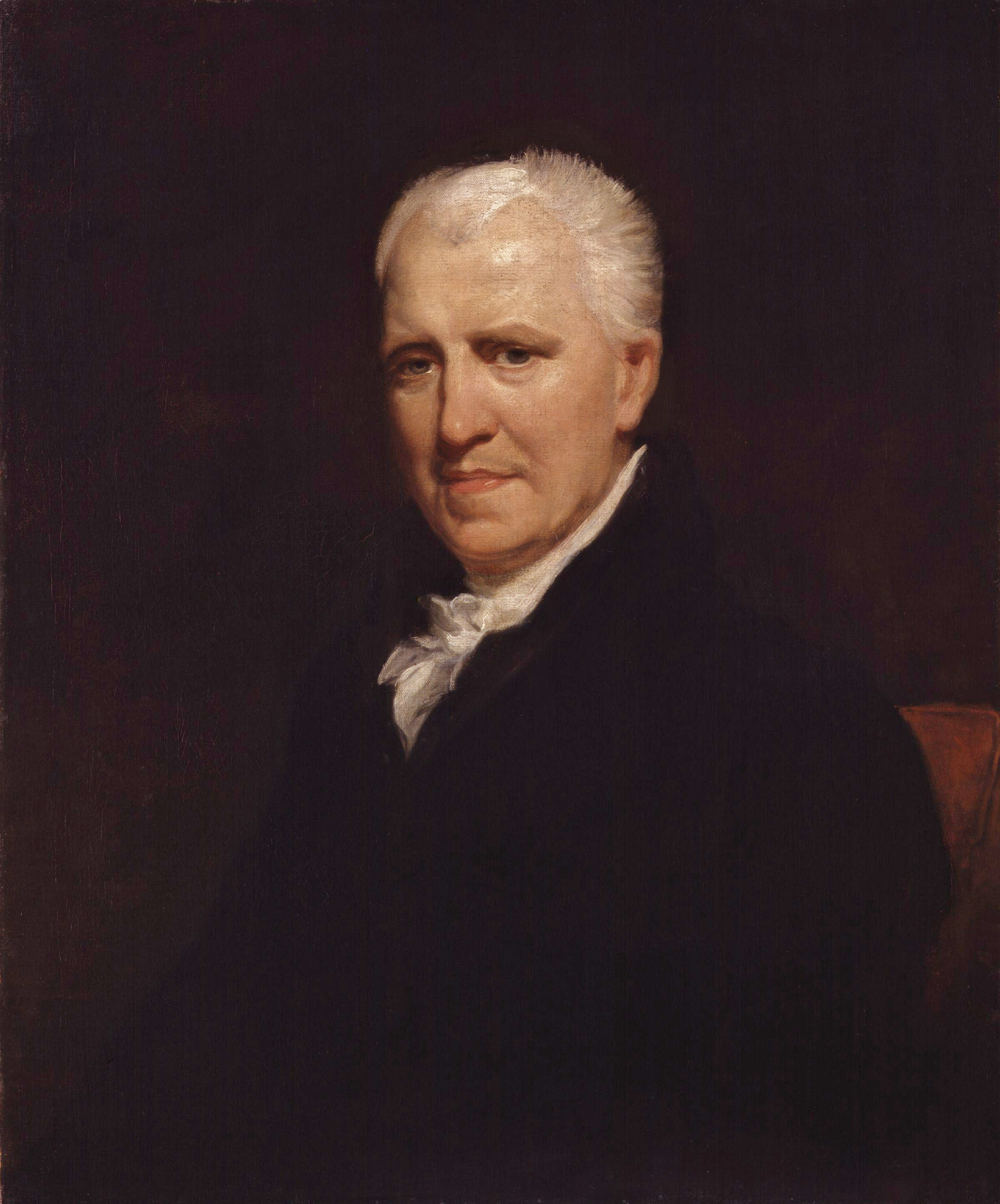
George Crabbe

George Crabbe (24 de dezembro de 1754 - 3 de fevereiro de 1832) foi um poeta, cirurgião e clérigo inglês. Ele é mais conhecido por seu uso precoce da forma narrativa realista e suas descrições da vida e das pessoas da classe média e trabalhadora.
Na década de 1770, Crabbe começou sua carreira como aprendiz de médico, tornando-se posteriormente cirurgião. Em 1780, viajou para Londres para ganhar a vida como poeta. Depois de enfrentar sérias dificuldades financeiras e não poder publicar seu trabalho, ele escreveu ao estadista e autor Edmund Burke pedindo ajuda. Burke ficou impressionado o suficiente com os poemas de Crabbe para prometer ajudá-lo de qualquer maneira que pudesse. Os dois se tornaram amigos íntimos e Burke ajudou Crabbe muito em sua carreira literária e na construção de um papel dentro da igreja.
Burke apresentou Crabbe à sociedade literária e artística de Londres, incluindo Sir Joshua Reynolds e Samuel Johnson, que leram The Village antes de sua publicação e fizeram algumas pequenas mudanças. Burke garantiu a Crabbe a importante posição de capelão do duque de Rutland. Crabbe serviu como clérigo em várias funções pelo resto de sua vida, com a ajuda contínua de Burke para garantir essas posições. Ele desenvolveu amizades com muitos dos grandes literatos de sua época, incluindo Sir Walter Scott, a quem visitou em Edimburgo, e William Wordsworth e alguns de seus colegas Lake Poets, que frequentemente visitavam Crabbe como seus convidados.
Lord Byron o descreveu como "o pintor mais severo da natureza, mas o melhor". A poesia de Crabbe era predominantemente na forma de dísticos heroicos e foi descrita como não sentimental em sua representação da vida e da sociedade provincianas. O crítico moderno Frank Whitehead escreveu que "Crabbe, em seus contos de versos em particular, é um importante - na verdade, um grande - poeta cujo trabalho foi e ainda é seriamente desvalorizado". As obras de Crabbe incluem The Village (1783), Poems (1807), The Borough (1810), e suas coleções de poesia Tales (1812) e Tales of the Hall (1819).

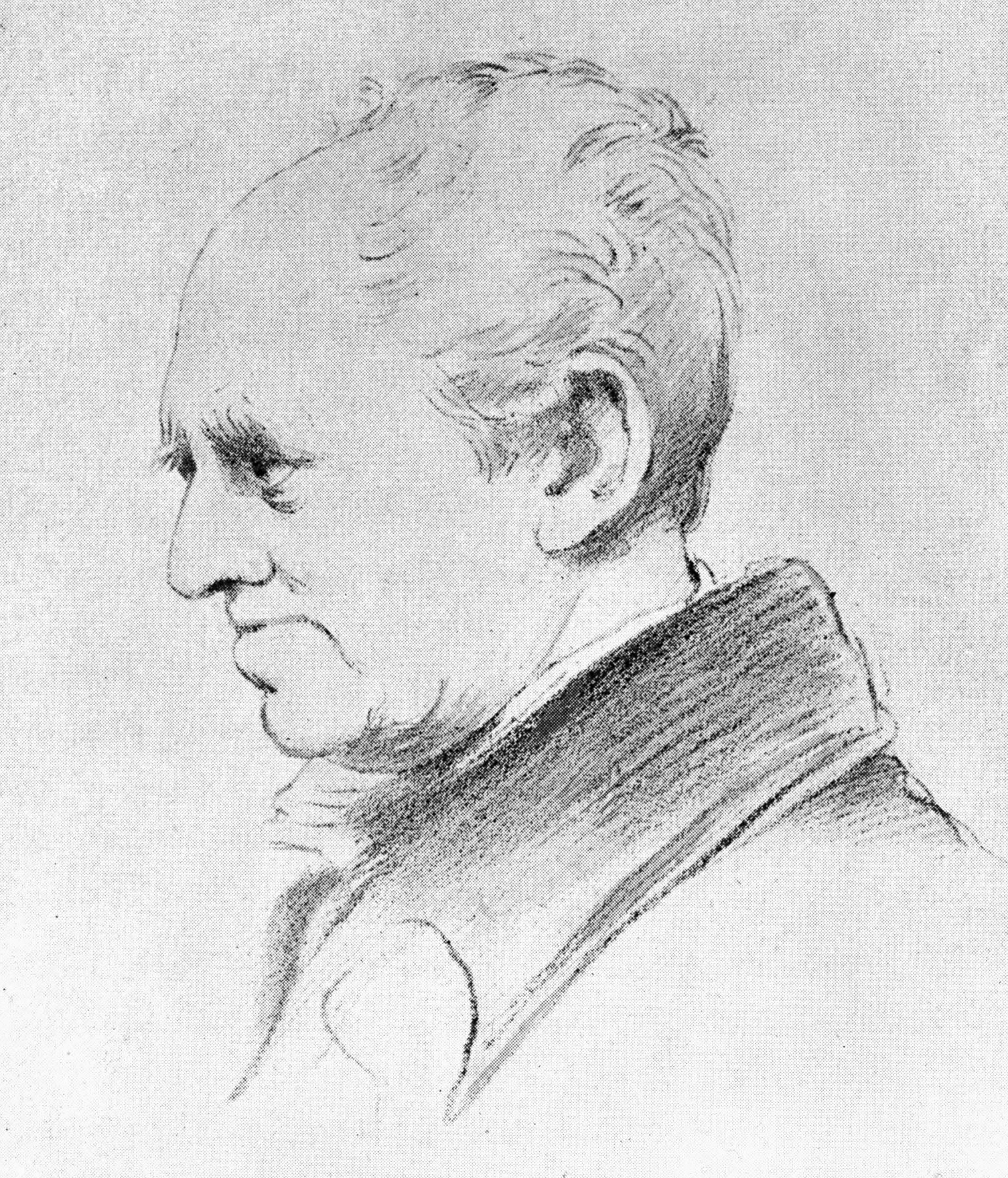
Esboço de Crabbe, 1826

## Trabalhos
- Inebriety (1775)
- The Candidate (1780)
- The Library (1781)
- The Village (1782)
- The Newspaper (1785)
- Poems (1807)
- The Borough (1810)
- Tales in Verse (1812)[5]
- Tales of the Hall (1819)
- Posthumous Tales (1834)
- New Poems by George Crabbe (1960)
- Complete Poetical Works (1988)
- The Voluntary Insane (1995)

## Ligações externos
- George Crabbe at the Eighteenth-Century Poetry Archive (ECPA)
- Obras de George Crabbe (em inglês) no Projeto Gutenberg
- George Crabbe's Grave
- Crabbe in Leicestershire – Bottesford DC
- George Crabbe Collection. General Collection, Beinecke Rare Book and Manuscript Library, Yale University.